# Aprosdoceta orina
Aprosdoceta orina là một loài bướm đêm trong họ Geometridae.